# قباد ژاپنی
قُباد ژاپنی نوعی ماهی است از خانوادهٔ تون‌ماهیان (Scombridae).
نام علمی گونه : Scomber japonicus Houttuyn, ۱۷۸۲
نام علمی مترادف : (Pneumatophorus colias (Gmelin،۱۷۸۹
نام انگلیسی :Chub mackerel
اندازه : حداکثر طول چنگالی به ۵۰ سانتی متر می‌رسد.
مشخصات : بدن و پوزه کشیده و دارای مقطع گرد، باله پشتی اول دارای ۹ تا ۱۰ شعاع سخت، باله پشتی دوم دارای ۱۱ تا ۱۲ شعاع نرم، به دنبال باله پشتی ۵ دنبالچه و به دنبال باله مخرجی ۵ بالچه وجود دارد، شعاع سخت باله مخرجی نسبتاً قوی و محکم، اولین کمان آبششی دارای ۲۳ تا ۲۷ عدد خار آبششی، فلس‌های عقب سر و اطراف باله سینه‌ای بزرگتر و مشخص تر از سایر فلس‌های بدن می‌باشد. رنگ بدن در بالا آبی و دارای نوارهای مواج کمرنگ، پهلوها و شکم زرد نقره‌ای با لکه‌های گرد مات فراوان می‌باشد.
زیست‌شناسی : جزو ماهیان سطح زی محسوب شده و مهاجر می‌باشند، تغذیه از ماهیان ریز، شگ ماهیان، سخت پوستان شناور، شگ ماهیان، کریل‌ها و میگوها صورت می‌گیرد و به صورت گله‌ای حرکت می‌کنند و از آبهای ساحلی تا عمق ۳۰۰ متر نیز انتشار دارند، به علت تغییرات حرارتی تخم ریزی اقدام به مهاجرت می‌کنند، وقتی درجه حرارت آب به ۱۵ تا ۲۰ درجه سانتی گراد رسید مهاجرت تخم ریزی آغاز می‌گردد و در هر بار تخم ریزی ۱۰۰ تا ۴۰۰ هزار عدد تخم می‌گذارد.
وسایل صید : تور گوشگیر، قلاب‌های طویل و تورهای گردان پیاله‌ای.